# Brunsberg (Godelheim)
Der Brunsberg ist eine 300 m hohe Erhebung am Rande des Ortsteils Höxter-Godelheim und gehört zum Weserbergland. Auf dem Brunsberg befinden sich die Reste der Brunsburg.

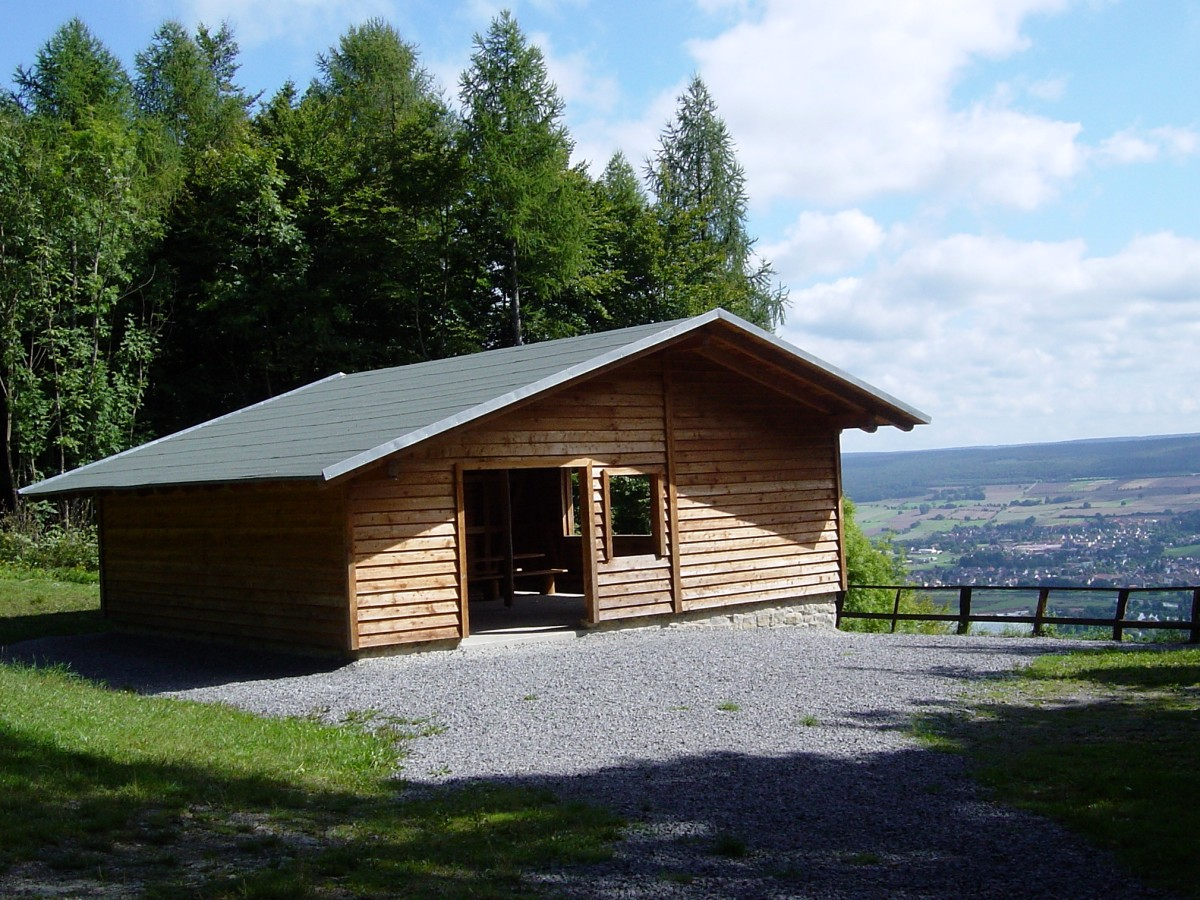
Brunsberghütte

Die auf dem Brunsberg stehende Brunsberghütte galt als Schutzhütte für Wanderer und Erholungssuchende. Am 4. Mai 2006 wurde die aus Holz bestehende Hütte durch ein Feuer völlig zerstört. Später wurde an gleicher Stelle eine neue Schutzhütte errichtet.
Die Kuppe des Brunsberges ist Startplatz für Drachenflieger und Paraglider mit derzeitigem Landeplatz am Hechtgraben nahe der B 64 bei Godelheim. 
Vom Gipfel hat man bei klarem Wetter eine Fernsicht auf die nahegelegenen Ortschaften Boffzen, Beverungen, Holzminden und Fürstenberg sowie auf die Weser.